# Готардский железнодорожный тоннель (1882)
Сен-Готардский тоннель или Готардский тоннель — железнодорожный тоннель в Лепонтинских Альпах длиной 15 км, соединяющий швейцарские города Гёшенен и Айроло, часть Сен-Готардской железной дороги.
Высота над уровнем моря: у северного портала (Гёшенен) — 1109 м, у южного портала (Айроло) — 1145 м, в средней части — 1154,55 м. Тоннель двухпутный. Ширина тоннеля 8 м, высота от уровня головок рельсов до ключа свода 6 м.

## Строительство

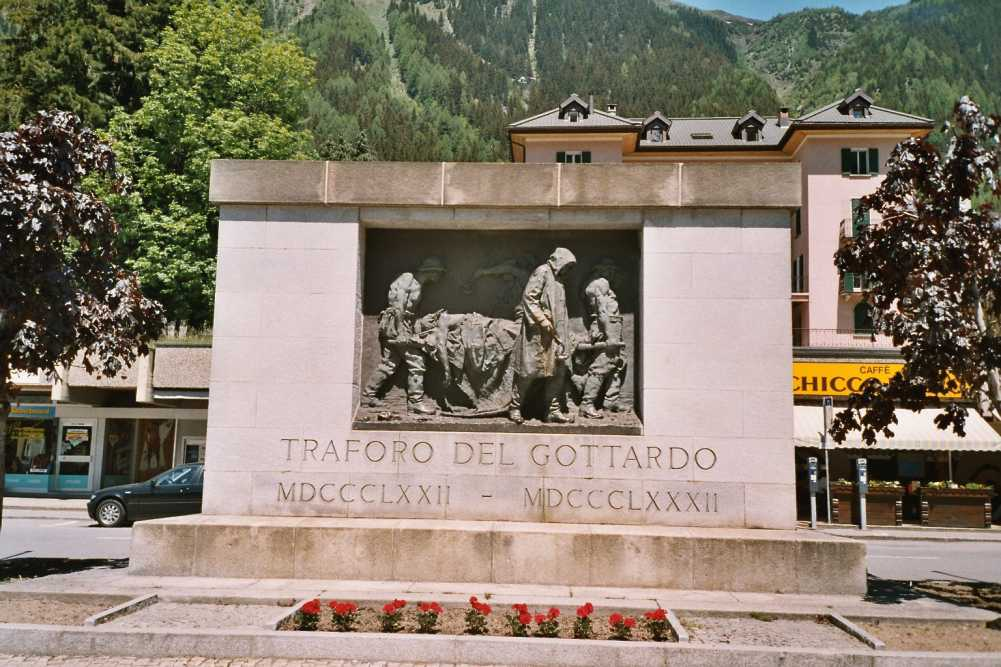
Памятник погибшим рабочим

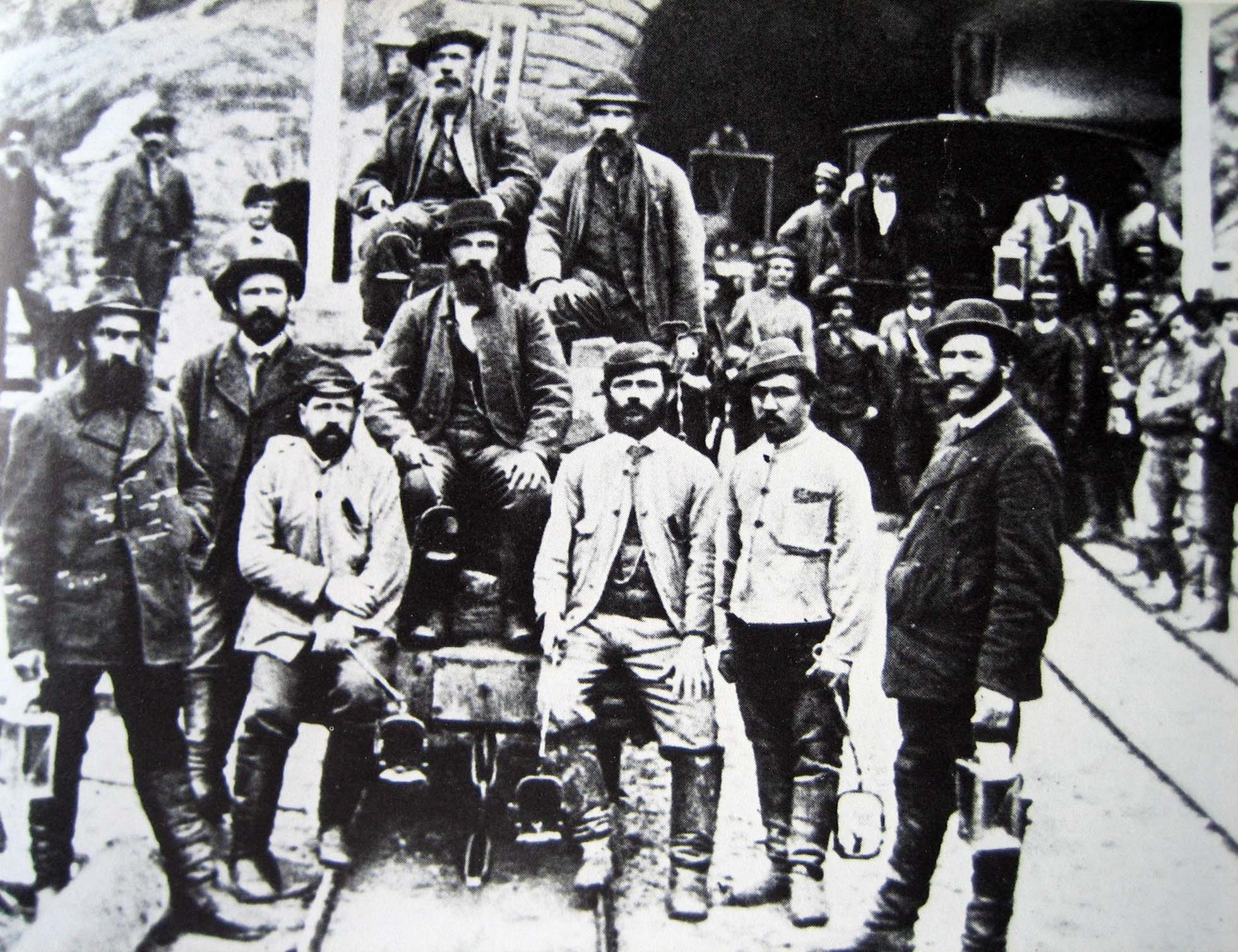
Рабочие в Айроло (1880 год)

В XIX веке в связи с бурным строительством железных дорог возникла необходимость в создании короткого пути через сложный массив Сен-Готард в Швейцарских Альпах. Проходящий через него тоннель сыграл бы значительную роль в упрощении транспортного сообщения между Северной и Южной Европой, значительно сократив расстояние и время в пути.
Однако строительство такого тоннеля было непростой задачей. Туннель через Сен-Готардский массив стал бы самым длинным в мире. Кроме того, сложность проекта усугублялась ограниченными возможностями локомотивов того времени, которые могли преодолеть подъём на 1 метр лишь преодолев 40 метров пути. До места, где было возможным строительство тоннеля, предстояло подняться на 1100 метров.
Контракт на строительство тоннеля привлек двух претендентов. Первым был Северино Граттони, опытный итальянский инженер, занимавшийся строительством тоннелей. Вторым Луи Фавр, швейцарский подрядчик с успешным опытом строительства, но практически не занимавшийся строительством тоннелей. Однако предложение Фавра было более дешёвым и предполагало более короткие сроки строительства — шесть лет. Будучи уверен, что достижения технологического прогресса, такие как более эффективные буры и динамит, помогут ему закончить работу в срок, Фавр принял вызов.
В качестве отправной точки для строительства тоннеля были выбраны две швейцарские деревни — Айроло и Гёшенен. Внезапный приток рабочих и оборудования вызвал шок у местного населения. В работах участвовало до 3 400 человек, в основном из Италии, где был высокий уровень безработицы. 
Перед началом строительства были  проведены точные геодезические измерения, продолжавшиеся 32 дня. Строительство началось в сентябре 1872 года. С северной и южной стороны гор бурильные машины углубились в породу. Практически сразу строители столкнулись с рядом проблем и трудностей. Вопрос вывоза породы не был продуман, в результате чего входы в тоннель превратились в беспорядочные гравийные карьеры. Наличие пористых слоев породы создавало риск затопления, что привело к задержкам в процессе строительства. Напор воды в близлежащих ручьях оказался меньше ожидаемого, и не давал достаточно энергии для пневматических компрессоров, подававших сжатый воздух для бурения и обеспечивавших приток свежего воздуха в тоннель.
Для пробивки тоннеля применялись бурильные машины систем Ферру, Мак-Кин-Сегена, Дюбуа и Франсуа. Работа велась по бельгийскому способу. 
Условия труда на строительной площадке были тяжелыми и изнурительными для рабочих. В темном и узком тоннеле, тускло освещенном масляными лампами, рабочие трудились подолгу, обычно от 8 до 12 часов в день, не считая времени на дорогу к рабочему месту и обратно. Температура в тоннеле повышалась по мере того, как рабочие углублялись в массив Сен-Готард, достигая 30 °C в средней части тоннеля. Сочетание стойкого запаха масляных ламп и дыма от взрывов динамита создавало неприятную и удушливую атмосферу. Работа продвигалась не очень быстро: Фавр не сразу подобрал подходящие бурильные машины, и даже после оптимизации процесса с разделением рабочих на команды из 20 человек, разделённых на группы, выполнявшие отдельные работы, такие как смазка машин или укрепление стен и потолка тоннеля, в день удавалось пройти около 5 метров.
Средний успех пробивки направляющего хода в сутки (24-часовая работа) с обоих концов был 6,31 м. Для взрывов было употреблено динамита и других взрывчатых веществ до 1 тыс. тонн. Объём выемки был около 840 тыс. м³.
После изнурительных смен рабочие были вынуждены претерпевать ещё и плохие жизненные условия. Близлежащие деревни вскоре были переполнены жившими там рабочими, многие из которых приезжали с жёнами и детьми. Зачастую до 10 человек жили в одной комнате. Некоторые рабочие жили в курятниках или строили временные жилища. Рабочие посёлки были неухоженными, повсюду были разбросаны отходы. В них быстро появились торговцы, питейные заведения и бордели. Жители Гёшенена, устав от постоянных конфликтов с рабочими, были вынуждены обзавестись собственной полицией и тюрьмой. 
В 1875 году недовольство условиями труда привело к забастовке. Итальянский рабочий отказался идти в тоннель из-за невыносимых условий труда. К нему присоединились другие, перегородившие вход. Бастующие требовали повышения заработной платы на 1 франк в день. В итоге забастовка была подавлена при вмешательстве полиции, что привело к гибели четырех человек. Эти события привели к тому, что в швейцарском обществе стали обсуждаться вопросы безопасности строительства. По официальным данным, во время строительства по разным причинам погибли в общей сложности 199 рабочих. Несчастные случаи происходили не только в тоннеле: в 1877 году произошёл сильный взрыв на складе динамита в Айроло, который вызвал пожар в деревне. 
19 июля 1879 года Луи Фавр умер от инсульта во время осмотра тоннеля. Его место занял один из подчинённых, инженер по фамилии Босси. Он взял на себя ответственность за оставшиеся этапы строительства тоннеля. Важной вехой в строительстве стало 29 февраля 1880 года, когда две рабочие команды, усердно продвигавшиеся сквозь горную породу, успешно встретились. Два тоннеля были выравнены с впечатляющей точностью: расхождение по горизонтали и вертикали составило всего 33 и 5 см соответственно. Первым объектом, прошедшим через отверстие, стала фотография Луи Фавра. В следующем году проект уже близился к завершению, и в тоннеле начали движение первые рабочие поезда.
24 мая 1882 года Готардский тоннель был официально открыт. Украшенные поезда пронесли высоких гостей через тоннель, а в двух альпийских деревнях прошли торжественные мероприятия, знаменующие успешное завершение выдающегося инженерного проекта. Несколько омрачал всеобщее ликование тот факт, что строительство завершилось на два года позже, чем было запланировано, а расходы превысили первоначальную смету примерно в 1,5 раза.
Свод тоннеля отделан камнем на гидравлическом растворе. В некоторых местах, подверженных сильному давлению, укреплена также подошва обратным сводом. Сооружение тоннеля стоило около 4000 франков за погонный метр (или 17,4 тонны золота за весь тоннель).

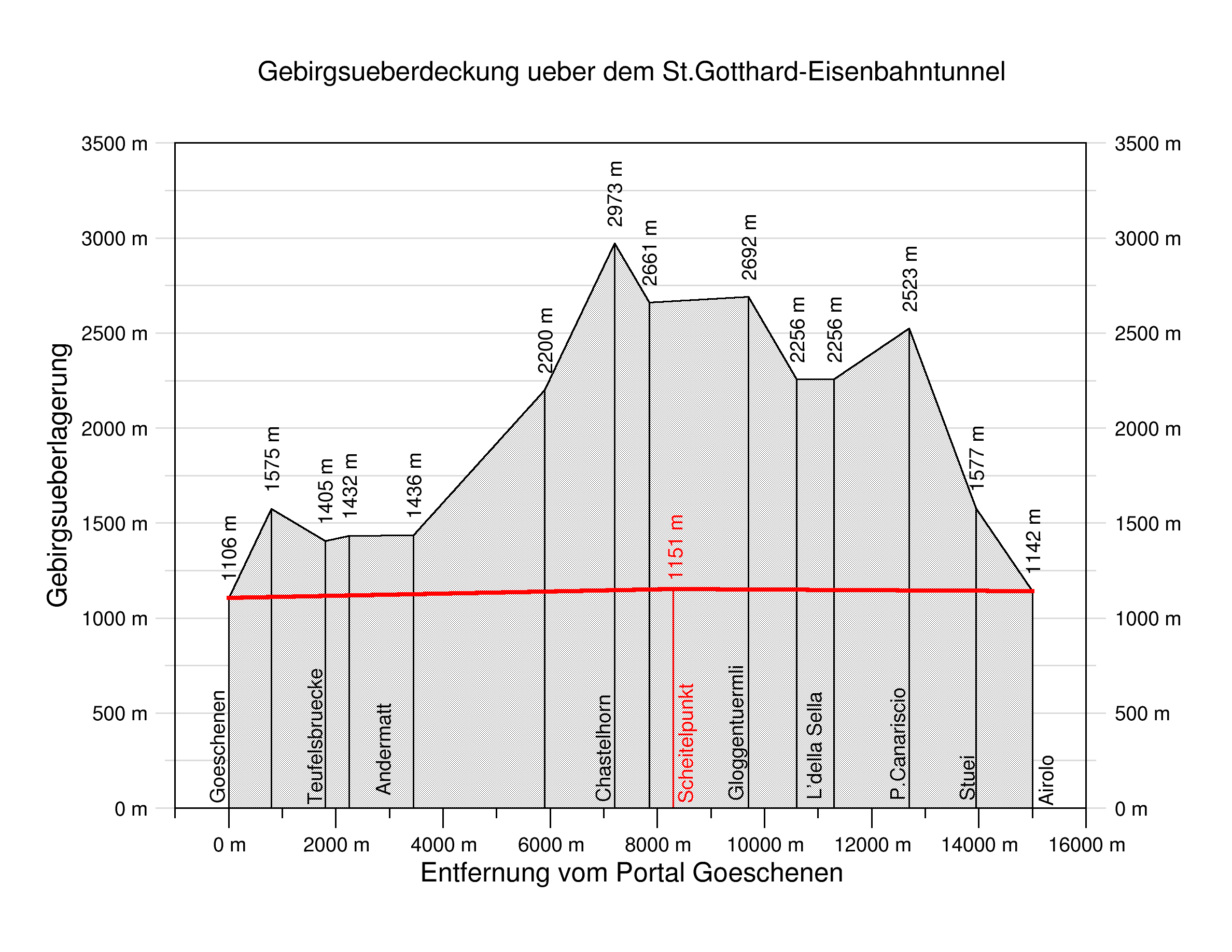
Горная схема тоннеля

Во время постройки Готардского тоннеля немецкий геолог Фридрих Штапф (Friedrich Moritz Stapff) проводил очень важные исследования горных пород (брались и определялись образцы с каждого метра) и температур. Эти наблюдения были в своё время самыми точными и подробными и дали очень важные результаты по вопросу о распределении температуры в земной коре.
Будучи чудом инженерной мысли, тоннель быстро стал важным элементом европейской железнодорожной сети. Он соединил Северную и Южную Европу, значительно облегчив перевозку как пассажиров, так и грузов. Из Италии товары могли быть легко доставлены к недавно открытому Суэцкому каналу и далее в Индийский океан. Готардский тоннель был на тот момент самым длинным в мире. Помимо него, новый железнодорожный переход включал 79 тоннелей меньших размеров и 324 моста.
В 1908 году тоннель был электрифицирован. Кроме того, строительство второго пути увеличило его пропускную способность. Готардский тоннель продолжает служить важнейшим звеном европейской железнодорожной сети.

## Соседние тоннели
- Готардский автомобильный тоннель был открыт 5 сентября 1980 года.
- Готардский базисный тоннель был открыт 1 июня 2016 года.

На момент открытия является самым длинным железнодорожным тоннелем в мире, имеет железнодорожные пути и дополнительные служебные и пешеходные ходы.